# Đại công quốc Avram
Đại công quốc Avram là một vi quốc gia được thành lập vào đầu những năm 1980 bởi John Charlton Rudge, một người đàn ông Tasmania, người tự xưng là "Đại công tước xứ Avram".
Biểu hiện công khai của công quốc này là Ngân hàng Hoàng gia Avram, có thời điểm hoạt động trong các cơ sở bán lẻ thuộc sở hữu của Đại công tước Avram ở George Town, Tasmania và vẫn phát hành tiền giấy, tiền đúc và bạch kim 1 ounce của riêng mình. Doanh nghiệp này sau đó đã được chuyển đến Strahan, trên bờ biển phía tây của Tasmania. Khách hàng được yêu cầu đổi đơn vị tiền tệ của Úc sang các đơn vị tiền tệ tương đương của Avram để lấy tiền tệ. Ngân hàng vẫn hoạt động cho đến ngày nay.
Bản chất không có giấy phép của Ngân hàng Avram đã khiến chính phủ Úc nổi giận, họ đã nhanh chóng tịch thu toàn bộ dự trữ tiền tệ của Avram và bắt đầu các vụ kiện chống lại ngân hàng này trong hệ thống Tòa án Liên bang Úc. Cuối cùng, sau tổng cộng sáu phiên tòa, tiêu tốn của chính phủ liên bang khoảng 22 triệu đô la Úc, các tòa án đã phán quyết rằng Đại công tước xứ Avram không tham gia vào bất kỳ hoạt động bất hợp pháp nào và ra lệnh trả lại tất cả tài sản bị tịch thu, tuy nhiên một số đã biến mất trong Giám định Liên bang và sau đó xuất hiện trên thị trường. Ông được phép tiếp tục hoạt động ngân hàng của mình mà không bị cản trở nào. Ông đã phát hành một số bộ tiền xu và tiền giấy nhân danh Ngân hàng Hoàng gia Avram từ những năm 1980 (bộ gần đây nhất là vào năm 2008) và đã khẳng định với một số đại diện truyền thông rằng ngân hàng hoạt động từ một số địa điểm không xác định bên trong và bên ngoài Tasmania.
Rudge được bầu làm thành viên của Hạ viện Tasmania, đại diện cho Đảng Tự do tại ghế của Lyons. Rudge sau đó phục vụ như một ủy viên hội đồng và Phó thị trưởng của hội đồng thành phố Sorell dưới tên pháp lý của mình theo sự đồng ý của Tư pháp Pierre Slicer trong một trong những quyết định của mình.
Rudge tuyên bố hàng chục danh hiệu "cao quý" và "tôn giáo" (trong số đó có "Bá tước Enoch" và "Hồng y Tổng giám mục của The Royal See"), mà ông khẳng định là có nguồn gốc cổ xưa. Ông cũng tự nhận mình là bậc thầy vĩ đại của một số mệnh lệnh hiệp sĩ cổ xưa, và đi du lịch bằng hộ chiếu Úc với hàng tá các tên gọi khác nhau.
Công quốc Avram chưa bao giờ tuyên bố lãnh thổ theo cách của các vi quốc gia khác của Úc như Công quốc Hutt River.